# Quintus Sertorius
Quintus Sertorius (* 123 v. Chr. vermutlich in Nursia; † 72 v. Chr. in der Provinz Hispanien) war ein römischer Politiker und Feldherr.

## Leben und Wirken
Er stammte aus einer Ritterfamilie aus Nursia im Land der Sabiner und nahm als Offizier an verschiedenen Kämpfen teil, so gegen die Kimbern und Teutonen unter Quintus Servilius Caepio und Gaius Marius. 97 v. Chr. zeichnete er sich als Militärtribun in Spanien und 91 v. Chr. als Quästor im Bundesgenossenkrieg aus. Als Sulla seine Bewerbung als Volkstribun vereitelte, wurde Sertorius Anhänger des Marius in dessen Auseinandersetzung mit Sulla.
Während der Herrschaft der Popularen in Rom wurde Sertorius 83 v. Chr. als Prätor Statthalter einer der spanischen Provinzen. Kurz darauf kam es in Italien zum Machtwechsel, und Sulla übernahm die Macht. Zeitweilig wurde Sertorius daraufhin durch Gaius Annius Luscus, den Sulla gegen ihn entsandt hatte, nach Mauretanien vertrieben, wo er erfolgreich in die Thronstreitigkeiten eingriff, bis ihn die Lusitanier zu ihrem Anführer erhoben. Sertorius kehrte auf die iberische Halbinsel zurück und konnte für mehrere Jahre eine von Rom unabhängige Herrschaft in Hispanien aufbauen, die er zunächst erfolgreich gegen Quintus Caecilius Metellus Pius verteidigte, den Sulla 79 v. Chr. ins jenseitige Hispanien geschickt hatte. Sein Quästor Lucius Hirtuleius kämpfte ebenso erfolgreich im diesseitigen Spanien.
77 v. Chr. stieß der flüchtige Marcus Perperna mit vielen Römern zu Sertorius, der nun einen Gegensenat aus 300 Römern errichtete und sich auch auf die einheimische Bevölkerung stützte, die angeblich eine weiße Hirschkuh als Zeichen dafür sah, dass Sertorius mit den Göttern in Verbindung stand. In schweren Kämpfen wehrte er sich gegen aus Rom entsandte Feldherren, vor allem Gnaeus Pompeius Magnus, der 76 v. Chr. mit 30.000 Mann nach Hispanien gekommen war.
Sertorius schloss 74 v. Chr. ein Bündnis mit Mithridates von Pontos. Er wurde 72 v. Chr. durch eine Verschwörung, an deren Spitze der Prätor Perperna stand, bei einem Gastmahl erstochen. Sein Tod bedeutete den Untergang dieses „Sonderreichs“; Perperna als neuer Anführer wurde kurz darauf von Pompeius vernichtend geschlagen und hingerichtet.